# Шерер, Альфреду Висенте
Альфреду Висенте Шерер (порт. Alfredo Vicente Scherer; 5 февраля 1903, Бон-Принсипиу, Бразилия — 9 марта 1996, Апаресида, Бразилия) — бразильский кардинал. Титулярный епископ Эмерии и вспомогательный епископ Порту-Алегри с 13 июня по 30 декабря 1946. Архиепископ Порту-Алегри с 30 декабря 1946 по 29 августа 1981. Кардинал-священник с титулом церкви Ностра-Синьора-де-Ла-Салетте с 28 апреля 1969.